# Silan Microelectronics
Hangzhou Silan Microelectronics Company Limited — китайская компания электронной промышленности, крупный разработчик и производитель интегральных схем и других электронных компонентов. Штаб-квартира расположена в Ханчжоу. 

## История
В сентябре 1997 года Чэнь Сяндун и шесть его партнёров основали компанию Silan — одного из первых частных производителей микросхем в Китае (первоначально Silan производила 5-дюймовые полупроводниковые пластины). В марте 2003 года компания провела IPO на Шанхайской фондовой бирже и вскоре начала производить 6-дюймовые пластины.
Во время финансового кризиса 2007—2008 годов продажи Silan Microelectronics значительно сократились, а банки стали требовать от компании предоставления дополнительных гарантий по кредитам. Благодаря финансовой помощи муниципального правительства Ханчжоу Silan смогла погасить кредиты и выйти из кризиса. В дальнейшем Silan скорректировала свою линейку продуктов, перейдя с традиционной бытовой электроники на более сложные изделия.
В 2017 году Silan Microelectronics запустила производство 8-дюймовых пластин. Кроме того, компания получила более 1 млрд юаней финансирования от Инвестиционного фонда индустрии интегральных схем Китая (ICF). В 2018 году в городе Сямынь была основана компания Xiamen Silan Microchip Manufacturing (совместное предприятие Silan Microelectronics и Xiamen Semiconductor Investment Group). В 2022 году фонд ICF инвестировал средства в расширение компанией производства 12-дюймовых пластин, а в 2023 году вновь влил в акционерный капитал Silan значительные средства.

## Деятельность
Silan Microelectronics разрабатывает и производит интегральные схемы (в том числе микросхемы ASIC, микросхемы быстрой зарядки, микросхемы для усиления мощности, микроконтроллеры и H-мосты), дискретные устройства и силовые модули (включая МОП-транзисторы и биполярные транзисторы с изолированным затвором), выпрямители и преобразователи тока, логические микросхемы и переключатели, датчики MEMS, оптоэлектронную продукцию и светодиодные чипы (в том числе драйверы светодиодного освещения), сервоприводы, устройства для обработки аудио эффектов.
Заводы Silan расположены в городах Ханчжоу, Сямынь и Чэнду; научно-исследовательские центры — в городах Ханчжоу и Шанхай; коммерческие офисы — в городах Сеул, Тайбэй и Осака. Основными потребителями продукции Silan Microelectronics являются производители бытовой электротехники и электроники (кондиционеров, вентиляторов, стиральных и посудомоечных машин, холодильников, вытяжек, очистителей воздуха, пылесосов, электрических инструментов, камер наблюдения, мобильных телефонов, мониторов, навигаторов, аудио проигрывателей и аудиоколонок), осветительных приборов, электрических автомобилей и мотоциклов, энергетического и медицинского оборудования.
По итогам 2022 года основные продажи Silan Microelectronics пришлись на устройства для силовой электроники (53,9 %), интегральные схемы (32,9 %) и светодиоды (8,8 %). Все 100 % продаж пришлись на внутренний рынок Китая.  

### Структура
- Shenzhen Shenlan Microelectronics (основана в 2000 году)
- Hangzhou Silan Integrated Circuit (основана в 2001 году)
- Hangzhou Silan Azure Technology (основана в 2004 году)
- Hangzhou Multi-Color Optoelectronics (основана в 2009 году)
- Chengdu Silan Semiconductor Manufacturing (основана в 2010 году)
- Chendu Perfect Technology (основана в 2014 году)
- Hangzhou Silan Multichip (основана в 2015 году)
- Xiamen Silan Microchip Manufacturing (основана в 2018 году, совместное предприятие Silan Microelectronics и Xiamen Semiconductor Investment Group)
- Xiamen Silan Advanced Compound Semiconductor (основана в 2018 году, совместное предприятие Silan Microelectronics и Xiamen Semiconductor Investment Group)
- Silan Semiconductor Manufacturing Group

## Акционеры
Основными акционерами Silan Microelectronics являются Hangzhou Silan Holding (36,29 %), Sino IC Capital (5,81 %), Invesco Great Wall Fund Management (2,1 %), China Asset Management (1,6 %), CPIC Fund Management (1,01 %), Guotai Asset Management (0,88 %), Чэнь Сяндун (0,87 %), Tianan Life Insurance (0,77 %) и Фань Вэйхун (0,75 %).